# Арсеній (Андрієвський)
Арсе́ній Андріє́вський (у світі Іва́н Андріє́вський, пол. Arseniusz (Iwan, Joann) Andrzejewski) (? — перед 3 червня 1619 р.) — український релігійний діяч, єпископ Руської унійної церкви; з 1604 року — єпископ Холмський і Белзький.

## Життєпис
Іван (Йоан) Андрієвський походив з дрібного шляхетського роду Андрієвських, котрі були дідичами села Андріїв в Холмській землі. Про його діяльність до вступу на Холмську кафедру майже нічого невідомо, окрім того, що на цю посаду його протегувала місцева шляхта, як вірного прихильника унії. 7 травня 1604 р. польський король Сигізмунд ІІІ Ваза у Кракові номінував шляхтича Івана Андрієвського на Холмську єпархію., При вступі на кафедру він прийняв в чернецтві ім'я Арсеній (пол. Arseniusz). В часи його правління Холмською єпархією більшість населення зоставалась православною. В 1616 р. віддав в оренду на 6 років коронному підскарбію Миколаю Даниловичу належні Холмській єпархії села Бусьно та Білопілля. Помер перед 3 червня 1619 року і був похований в Холмській катедрі.